# Orde Militar de Maria Cristina
La Reial i Militar Orde de Maria Cristina, comunament coneguda com a Orde Militar de Maria Cristina, va ser una distinció militar espanyola vigent entre 1890 i 1931, encara que des d'aquest últim any fins al començament de la Guerra Civil es va mantenir el seu ús en actes públics i pensions encara que obligant als seus titulars a canviar les insígnies per altres noves en les quals s'havien substituït els símbols monàrquics i els colors de la bandera bicolor espanyola pels republicans.

## Característiques
Aquesta ordre va ser creada mitjançant la Reial Orde de 19 de juliol de 1889, aprovant-se el seu Reglament mitjançant el Reial decret de 30 de gener de 1890. Va rebre el seu nom en honor de Maria Cristina d'Habsburg-Lorena (1858-1929), reina regent d'Espanya en aquell moment i mare del rei Alfons XIII (1886-1941). Es destinava a recompensar grans gestes, els fets heroics, mèrits distingits i els perills i sofriments en campanya.
L'Orde Militar de Maria Cristina va comptar amb tres categories i les seves insígnies van adoptar la forma de plaques:
1. Primera Classe: Destinada a oficials o assimilats, mostrava en la seva placa l'escudo petit dels reis d'Espanya (les armes de Castella i Lleó amb les de Granada en la punta i escussó dinàstic en la part central) realitzat en esmalt. L'escut estava envoltat per un llistó esmaltat en blau i carregat amb les inscripció "Al MÈRIT EN CAMPAÑA". L'escut i el llistó estaven situats sobre una creu pisana filetejada de color bronze mat, decorada en els seus braços laterals i inferior, amb adorns daurats amb forma de flors de lis i, el superior, amb una corona real. La creu es mostrava sobre una corona de llorer i quatre espases també de color bronze mat amb les seves puntes situades cap al centre i un conjunt de ràfegues platejades i brillants. En cas que una mateixa persona obtingués diverses vegades aquesta categoria, es reflectia amb diferents passadors de color daurat brillant situats en una insígnia única.
2. Segona Classe: Lliurada a caps o assimilats, comptava amb els mateixos elements que la categoria anterior però diferenciant-se en el color de la creu, la corona de llorer i les espases que eren platejades i brillants. En cas d'obtenir diverses vegades aquesta modalitat, es reflectia amb diferents passadors de color daurat brillant.
3. Tercera Classe: Concedida a generals o assimilats. La seva insígnia era pràcticament idèntica a les anteriors però amb la creu, la corona de llorer, les espases i les ràfegues de color daurat brillant i amb els adorns situats en els braços de la creu de color platejat brillant. Els qui rebien la placa d'aquesta categoria també portaven la insígnia de l'ordre, amb una grandària menor, penjada d'una banda, dividida en tres franges de la mateixa grandària, amb els colors de la bandera d'Espanya en la central, la bandera també amb franges de la mateixa grandària, i de color blanc els exteriors amb filet de color carmesí (amb aparença de color morat) de cinc mil·límetres d'ample en les vores de la banda. En cas d'obtenir diverses vegades aquesta condecoració, es reflectia amb diferents passadors realitzats en color platejat brillant.
4. Creu de Plata per a Suboficials (creada en 1913), realitzada amb l'aspecte d'aquest metall, brillant, amb els mateixos elements que les plaques però de menor grandària. Es portava penjada d'una cinta, a manera de medalla, amb els mateixos colors de la banda assignada als generals.

Encara que mai va ser restablida, el disseny de les plaques de l'Orde militar de Maria Cristina va inspirar, i de fet és molt semblant, el de la Creu de Guerra, creada en 1937.
Aquesta orde va tenir en l'Orde Naval de Maria Cristina el seu equivalent en l'àmbit naval.